# Minysicya caudimaculata
Minysicya caudimaculata es una especie de peces de la familia de los Gobiidae en el orden de los Perciformes.

## Morfología
- Los machos pueden llegar a alcanzar los 1,3 cm de longitud total y las hembras 1,5
- Número de vértebras: 26.[1]

## Hábitat
Es un pez de Mar y, de clima tropical y asociado a los arrecifes de coral que vive entre 3-38 m de profundidad.

## Distribución geográfica
Se encuentra en Australia, el Japón, las Tuamotu y la Polinesia Francesa.

## Observaciones
Es inofensivo para los humanos.